# Proclamação da República Irlandesa

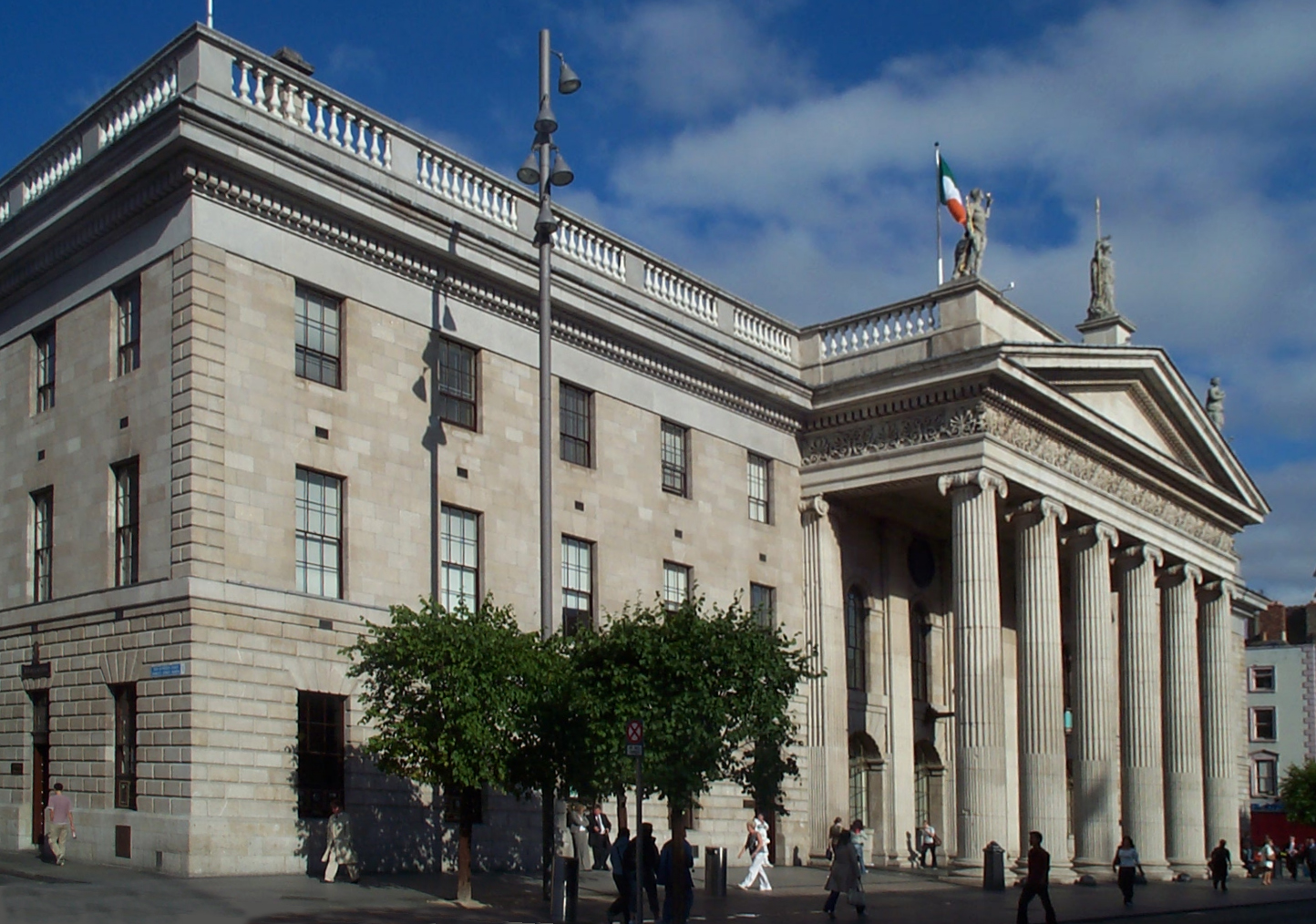
General Post Office.

A Proclamação da República da Irlanda, também conhecida como Proclamação de 1916 ou Proclamação da Páscoa, foi um documento emitido pelos voluntários irlandeses e por Cidadãos do Exército Irlandês durante a Revolta da Páscoa na Irlanda, que teve início em 24 de abril de 1916. Nela, o Conselho Militar da Irmandade Republicana Irlandesa, autointitulados "Governo Provisório da República da Irlanda", proclamaram a independência da Irlanda em relação ao Reino Unido da Grã-Bretanha e da Irlanda. A leitura da proclamação foi feita por Patrick Pearse no General Post Office (GPO) em Sackville Street (agora chamada O'Connell Street), sendo a principal via de comunicação de Dublin, que marcou o início da Revolta. A proclamação foi remodelada para ser uma proclamação de independência como a similarmente emitida durante a rebelião dos irlandeses em 1803 chefiados por Robert Emmet.